# Керпельман, Ефим Львович
Ефи́м Львови́ч Керпельма́н (род. 20 ноября 1947, Днепропетровск) — российский государственный и общественный деятель.
Родился 20 ноября 1947 года в г. Днепропетровске.

## Образование
В 1970 году окончил Днепропетровский государственный университет по специальности «гидроаэродинамика».
В 1999 году окончил Российскую академию государственной службы при Президенте Российской Федерации по специальности «государственное и муниципальное управление».
Кандидат педагогических наук.

## Трудовая деятельность и политическая карьера
В 1970-1972гг. — младший научный сотрудник Днепропетровского филиала НИИ шинной промышленности. В 1972-1978гг. — преподаватель профтехучилища в Днепропетровске.
C 1979 года — на Крайнем Севере. В 1979—1988 гг. — слесарь, начальник гаража, зам. начальника автопредприятия в г. Новый Уренгой. В КПСС с 1986 года.
В 1988—1992 — директор СПТУ № 31 в г. Новый Уренгой. С 1992 г. — заместитель главы администрации г. Новый Уренгой.
С 1994 г. по 1996 г. — депутат Государственной Думы Ямало-Ненецкого автономного округа первого созыва.
В апреле 1998 г. избран депутатом Государственной Думы Ямало-Ненецкого автономного округа второго созыва по избирательному округу № 8 (г. Новый Уренгой). Был избран заместителем председателя окружной Государственной Думы. 26 марта 2000 г. избран депутатом Государственной Думы ЯНАО третьего созыва. Заместитель Председателя Государственной Думы, председатель комитета по законодательству.
В декабре 2000 г. был избран Членом Совета Федерации от Государственной Думы Ямало-Ненецкого автономного округа.
Член Комитета Совета Федерации по делам Севера и малочисленных народов. Член Комиссии Совета Федерации по Регламенту и организации парламентской деятельности. Член Комиссии Совета Федерации по контролю за обеспечением деятельности Совета Федерации. Председатель Комиссии Совета Федерации по делам молодежи и спорту. Полномочия члена Совета Федерации прекращены досрочно 9 июня 2004 г. в связи с переходом на работу в Олимпийский комитет России.
В 2000—2005 гг. — член правления Регионального Ямало-Ненецкого отделения Всероссийской партии «Единая Россия».
В 2004—2005 гг. — руководитель экономических программ Олимпийского Комитета России.
С мая 2005 г. по настоящее время — заместитель генерального директора ОАО «Уренгойтрубопроводстрой».

## Общественная деятельность
Президент Всероссийского народного туристского общества — Президент Центрального Совета.
Член правления благотворительного фонда «Дети и молодежь — против терроризма и экстремизма».
Член Исполнительного комитета Международной Конфедерации спортивных Организаций.
Посол Мира.
Мастер спорта СССР по классической борьбе.